# ريتشارد غرانت وايت
ريتشارد غرانت وايت (بالإنجليزية: Richard Grant White)‏ هو صحفي أمريكي، ولد في 23 مايو 1822 في نيويورك في الولايات المتحدة، وتوفي في 8 أبريل 1885.